# 徐国长公主
徐国长公主（1085年—1115年），宋神宗幼女，朱德妃所生。宋哲宗的同母妹妹。
公主在父亲宋神宗去世那年方才出生。宋哲宗即位，始封妹妹为庆国公主，后进封益、冀、蜀、徐四国长公主。朱德妃晚年，长子宋哲宗早逝，幼子蔡王赵似也被猜忌，唯有女儿相伴。公主到了笄礼之年，还住在圣瑞宫，朱德妃病重的时候，公主昼夜一时都不离开，药饵非经她手不能进上。病急之时，哭喊多次气绝，左右都不忍心再看。
宋徽宗崇宁三年（1104年），下嫁韓國公潘美的曾孙潘意。事奉婆母遵循妇道。潘家原是大族，夫家亲朋数千百人，待人接物都非常遵礼，没有区分里外的说法。志向平和淡泊，服饰珍玩不尚华丽，一年中很少游玩，十年间仅去了一次西池而已。两次生子，都夭折了，滕妾生女，视如己出。政和三年（1113年），改称柔惠帝姬。五年（1115年）薨逝，年三十一岁，追封贤静长帝姬。